# Тупик (рассказ)
Тупик (англ. Blind Alley) — научно-фантастическая новелла (рассказ) Айзека Азимова, впервые вышла в свет в марте 1945 года в журнале «Analog Science Fiction and Fact». Впоследствии выходила в составе сборника «Ранний Азимов» (1972). Относится к серии про Галактическую империю — цикл произведений об Фонде (Основании).

## Предисловие от автора
```
  Я не умею судить о своих работах. Какие-то нравятся мне больше, какие-то меньше (таких, которые совсем не нравились бы, практически нет), но я не могу с уверенностью сказать: вот эта вещь лучше, чем все остальные. Поэтому Марти решает, какие из моих произведений будут опубликованы (если будут) в выпусках журнала «Эстаундинг». 
  Мне эта повестушка нравится, потому что она напоминает мне об одном периоде моей жизни, когда я сам был частью бюрократического аппарата – во время второй мировой войны, когда я служил на экспериментальной авиабазе военно-морского флота в Филадельфии (вместе с 
Робертом Хайнлайном
 и 
Л. Спрейгом де Кампом
).В те годы мне постоянно приходилось сталкиваться с бюрократической волокитой и воистину головоломным канцелярским эпистолярным стилем, который я использовал в своей повести. 
  Я воспринял этот стиль как вызов и однажды, помнится, написал инструкцию на канцелярском жаргоне, стараясь сделать его как можно более замысловатым и усложненным и в то же время не отступать от правил. У меня оказались выдающиеся способности к этому делу, и в результате я состряпал такой документ, который вполне мог подвести меня под военный трибунал. Но чувство юмора оказалось сильнее благоразумия, и я все же послал мое творение по инстанциям. Под трибунал меня не отдали. Напротив – меня похвалили и наградили за безукоризненно выполненную работу. Думаю, именно это обстоятельство и натолкнуло меня на идею «Тупика».
```

## История публикации
«Blind Alley» был единственной историей с середины 1943 до середины 1945 года, которая изначально не была частью «Фонда Азимова» или «Серии роботов». Написанная в сентябре - октябре 1944 года, она была принята Джоном У. Кэмпбеллом в октябре и опубликована в журнале «Astounding Science Fiction» в марте 1945 года.
Рассказ является первым у Азимова, который вошел в научно-фантастическую антологию «The Best of Science Fiction», 1946, составленную Гроффом Конклином (Groff Conklin), позже переизданный в 1963 году, в 1972-м — в сборнике «The Early Asimov», в 1989-м — «Asimov The Chronicles», 1992 — «The Complete Stories». Конклин включал рассказ в антологии «Great Stories of Space Travel», 1963 и «The Golden Age of Science Fiction», 1980. Также печаталось в публикациях «Isaac Asimov Presents The Great SF Stories 7», 1982 и «Intergalactic Empires», 1983. «Тупик», первый из рассказов Азимова, который был перепечатан, 42.50 $ полученные от антологии «The Best of Science Fiction» заставили его понять, что можно было заработать больше денег на рассказе, чем на первоначальной публикации.

## Сюжет и краткое содержание
История разворачивается во Вселенной Фонда, во время существования Галактической Империи. Новелла является единственным произведением из серии о Фонде у Айзека Азимова, где описывается представители внеземной жизни. В произведении используется форма корреспондентского сообщения с большим количеством бюрократической терминологии — Азимов ее не придумывал, а взял из формуляров ВМС США, где в свое время служил. После выхода в свет рассказа, Лайон Спрег де Кэмп сообщил Азимову об ошибке в формуляре входящей корреспонденции.
Один лишь раз в истории Галактики была открыта разумная раса негуманоидов. 
Лигурн Виер. Исторические эссе. 
Существует Галактическая империя, центром которой является планета Трантор. Действие произведения происходит на планете Цефей-18, куда людьми было переселено до 5000 представителей негуманоидной расы с их умирающей планеты. Гораздо более благоприятная планета Цефей-18 (отсюда название инопланетной негуманоидной расы «цефеиды») представляет собой сочетание зоопарка, лаборатории и резервации для этих существ. В обществе цефеид, есть много интересных черт, которые привлекают ученых к их изучению. К примеру, среди негуманоидов отсутствует преступность, существа обладают высокой способностью к регенерации при ранении, могут общаться с помощью телепатии. Ученые, изучающие цефеид, расходятся во мнениях относительно того, следует ли относиться к ним как к живым существам или как к животным, но согласны с тем, что инопланетяне находятся под угрозой вымирания, поскольку они перестали размножаться.
Исследовательским поселением руководит Томор Заммо, который негуманоидов считает только немного умнее животных и прилагает усилия для проведения тщательных опытов, как над животными. Однако негуманоиды имеют много прав, которые такими исследованиями были бы нарушены. Ему оппонирует сторонник гуманистического метода репортер Густив Баннерд и пытается решить проблему с философского взгляда. Репортёр убежден — негуманоиды имеют что показать из своей культуры человечеству, только люди должны быть достаточно терпеливыми. В середине противостояния этих взглядов оказывается смотритель Цефея-18 Людан Антиох, которого и Баннерд, и Заммо считают некомпетентным бюрократом, поскольку он не рискует разрешить конфронтацию.
Однажды Антиох и Баннерд сходятся при разговоре с ученым-негуманоидом. При разговоре выясняется, что человеческую власть беспокоит, почему у этой расы не рождаются дети. Учёный объясняет Антиоху состояние негуманоидов — люди спасли их от неминуемой гибели, однако одновременно поставили в тупик. При переселении на новую планету у расы исчез фактор борьбы за выживание, они имеют все физиологические возможности для спокойной жизни, которая, однако, не является свободной.
«У вас добрые намерения, но, боюсь, вы не понимаете. Нам некуда идти из подаренного вами мира. Мы зашли в тупик. Жизнь – это борьба, а ее у нас отняли. Жизнь потеряла для нас интерес. Мы сознательно не производим потомства. Таким образом, мы решили сами убраться с вашей дороги».
Однако на самом деле Антиох вовсе не является несостоявшимся чиновником. Наоборот, это весьма компетентное лицо, что он впоследствии и докажет, совершив почти невозможное в рамках действующих правил и нормативов. Он придумывает план для отвлечения исчезновения негуманоидов, который основан на их возможности телепатически выяснить его намерения и использовать эти знания. Так как проекту по исследованию негуманоидов человеческими властями был предоставлен высокий приоритет, Антиох организует переселение их на другую планету. На большом количестве реквизированных космических кораблей все негуманоиды отправляются в Галактику Магеллановы Облака в поисках своего нового мира. И только после окончания операции все, кто принимал в ней участие, осознают, как блестяще её осуществил Антиох. Сам же администратор явно прикрыт бюрократическими процедурами, на все действия существует документация, снимающая с Антиоха любую ответственность. Антиоху предписано находиться в полной готовности, дабы принять следующее назначение в ожидании перевода на новое место.

## Заключение
В этой новелле изложена философия Азимова о том, что выживание человека обеспечено, если ему удастся колонизировать пространство. Эта идея повторяется во Вселенной Оснований и была разработана в романах как «Конец вечности» и в «Роботы и Империя» . Для того чтобы избежать самоубийства вида необходимо колонизировать галактику. Из планетарной расы человек должен превратиться в звездную расу.
Рассказ также является принципиальным заявлением в отношении ксенофобии и расизма. И наконец, он демонстрирует огромное влияние, которое могут оказывать государственные бюрократии. Впоследствии в так называемой «Второй трилогии фонда» будет объяснено отсутствие разумной жизни в Галактике: флоты роботов-кораблей, отправленные с планеты Аврора, уничтожили ее в гигантском космическом геноциде: «пожар на лугу», как назвал его Грегори Бенфорд в первой книге второй трилогии: «Страхи Академии».

## Исторический контекст
Автор использует напыщенный бюрократический стиль фразеологии для многих меморандумов, что используется ВМС США, работодателями Азимова на Филадельфийской военно-морской верфи, основанный на фактах его биографии.
Затруднительное положение инопланетян в Галактике, где доминируют люди, похоже на возможную судьбу людей в альтернативном будущем «Конца вечности». Однако она имеет совсем другой конец-цефеиды крадут космический корабль и направляются к независимой жизни в Магеллановых облаках .
Персонаж Основания и Земли Голан Тревайз говорит, что ни один человеческий корабль никогда не проникал в Магеллановы Облака, ни в Галактику Андромеды, ни в другие более отдаленные галактики. Неизвестно, намеревался ли Азимов установить связь между этими романами и этим рассказом.

## Вторая трилогия Фонда
В трилогии «Второе Основание», серии книг, разрешенных наследниками Азимова, упоминается раса инопланетян в пределах Вселенной Основания, которые, по-видимому, находятся в обстоятельствах, сходных с цефеидами. Хотя они и не упоминаются поименно, главным героем в этой истории являются именно они. Подтекст в «Триумфе Основания» исследует проблему, поднятую в этой истории.